# Pythium myriotylum
Pythium myriotylum ist ein bodenbürtiges nekrotrophes Phyto-Pathogen aus der Familie der Pythiaceae innerhalb der Gruppe der Eipilze mit einem breiten Wirtsspektrum.

## Wirte und Symptome
Pythium myriotylum ist ein Verursacher einer leichten Wurzelfäule bei ökonomisch relevanten Kulturen wie Erdnüssen, Tomaten, Roggen, Weizen, Hafer, Gurken, Sojabohnen, Hirse, Tabak, Kohl und Mais. Pythium myriotylum verursacht ein Welken vor Hervortreten der Keimlinge, es infiziert die Samen und lässt diese faulen, bevor die Pflanze wächst. Dies führt dazu, dass die Keimlinge verschrumpeln sowie weich und braun werden. In einer an Sojabohnen durchgeführten Untersuchung gehörten zu den beobachteten Symptomen auch ein Faulen der Wurzeln und erkrankte Keimlinge, die außerdem faulten und bleichten. Pythium myriotylum kann auch nach dem Auskeimen ein Welken bei Erdnüssen verursachen, das zu einer Entfärbung bei Keimblättern und Wurzeln sowie zu einer durchnässten Erscheinung führt; in vielen Gebieten führt dies normalerweise zum Absterben der Keimlinge.

## Lebenszyklus
Pythium myriotylum verursacht die Erkrankung durch direktes Eindringen in den Wirt mit Hilfe von Appressorien. Dies wird außerdem durch die Sekretion von zellwandzerstörenden Enzymen (englisch cell wall degrading enzymes – CWDEs) unterstützt. P. myriotylum hat einerseits einen asexuellen Reproduktionszyklus, der darin besteht, dass ein Myzel Sporangien produziert. Diese Sporangien keimen aus und setzen Zoosporen frei, die sich mit Hilfe zweier Geißeln fortbewegen können. Die Zoosporen werden in feuchter Umgebung freigesetzt und bewegen sich schwimmend durch den Boden, um neue Wirte infizieren zu können. Das Pathogen verfügt andererseits auch über einen sexuellen Reproduktionszyklus, bei dem eine Befruchtung zwischen einem Oogon und einem Antheridium stattfindet. Daraus resultiert eine Oospore genannte dickwandige Struktur, welche für das Pathogen ein Dauerstadium darstellt, das auch eine Überwinterung ermöglicht. Die Oospore stellt auch das initiale Inokulum dar, das nach einer Ruhephase auskeimt. Es ist schwierig, die Dormanz der Oosporen zu durchbrechen.

## Ökologie
Pythium myriotylum ist ein bodenbürtiger nekrotropher Eipilz. Die durch P. myriotylum ausgelöste Krankheit ist in warmen Regionen und in den Sommermonaten in den gemäßigten Zonen stärker ausgeprägt. Das Pathogen gedeiht unter sehr feuchten Bedingungen. Es bevorzugt feuchte Böden in tieferen Lagen, wo sich das Wasser über längere Zeiträume hält. In diesen tieferen Lagen kann es auch Beregnungs- und Bewässerungssysteme kontaminieren und sich so auf andere Kulturen ausbreiten, insbesondere auf Hydrokulturen.